# Яніскоскі — Ніскакоскі

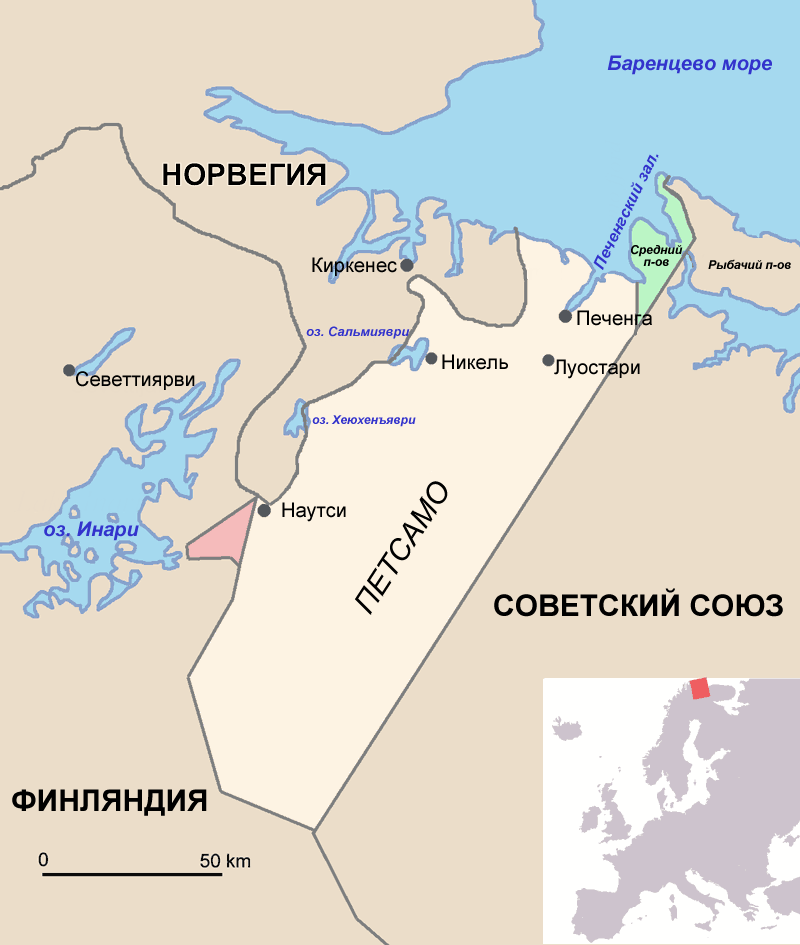
Рожевим кольором - ділянка, викуплена Радянським Союзом

Район Яніскоскі–Ніскакоскі (фін. Jäniskosken–Niskakosken alue) — колишня фінська територія площею 176 км², яку СРСР викупив у Фінляндії 3 лютого 1947 року. Метою покупки було створення на території каскаду гребель ГЕС для забезпечення електроенергією багатих на нікель родовищ району Печенги (Петсамо), що увійшов до складу СРСР в 1944 після радянсько-фінської війни. 